# Festival de Cine Francés de Málaga
El Festival de Cine Francés de Málaga (FCFM), es una muestra cinematográfica celebrada anualmente en la ciudad de Málaga, España.

## Fundación e iniciativas
Nacido en 1994, se trata del evento cultural francés más importante de España. En su presentación, los organizadores del festival establecieron los objetivos de promover la cultura francesa, afirmar la colaboración cultural franco-española, además de favorecer la difusión y la promoción del cine francés en España. Para ello se llevarían a cabo varias iniciativas como la proyección de largometrajes franceses en versión original subtitulados al idioma español, la celebración de debates y encuentros que abordasen cuestiones sobre el actual estado del cine francés y el mundo del cine en general, y la entrega de premios.

## Organizadores y sede
El Festival es organizado anualmente por la Alianza Francesa de Málaga junto a la Embajada de Francia, en colaboración con el Ayuntamiento de Málaga. 
Su sede oficial es el Cine Albéniz, donde se entrega el Premio del Público al mejor largometraje de cada edición.